# غلام سرور خان
غلام سرور خان (بالأردوية: غلام سرور خان)‏، (13 أكتوبر 1955 - ) سياسي باكستاني يشغل حاليًا منصب وزير النفط الاتحادي منذ 20 أغسطس 2018. وهو عضو في المجلس الوطني الباكستاني منذ أغسطس 2018. وكان سابقًا عضوًا في المجلس الوطني الباكستاني من 2002 إلى 2007 ومرة أخرى من يونيو 2013 إلى مايو 2018. وظل عضوا في الجمعية الإقليمية للبنجاب من 1985 إلى 1996.